# Tursa
Pour les articles homonymes, voir Tursa (homonymie).
Tursa est un label discographique britannique, anciennement basé à Londres, en Angleterre, actif entre 1990 et le début des années 2010.

## Histoire
Le label est fondé en 1990 par le musicien Tony Wakeford (ancien membre des groupes Death in June et Sol Invictus) pour sortir ses travaux ainsi que la musique d'autres artistes. Les sorties du label étaient distribuées à l'international par la société World Serpent Distribution, puis par Dark Vinyl en Europe et Cold Spring (en) en Amérique du Nord et au Royaume-Uni. Les sorties de la fin des années 1990 et du début des années 2000 comprennent 11 d'Orchestre Noir (1998), Eve (2001) et Thrones (2002) de Sol Invictus.
En juillet 2007, le label relance un partenariat avec Reeve Malka, un musicien/producteur israélo-américain. Le catalogue du label comprend Orchestra Noir, The Triple Tree, Zunroyz, The Wardrobe, Tony Wakeford, Andrew King, Susan Mathews et Autumn Grieve. 
Depuis le début des années 2010, le label ne semble plus montrer signe d'activité. Dans une interview datant de 2020, lorsqu'on lui demande s'il était fier de son label Tursa, Wakeford répond que : « Je ne sais pas vraiment ce que j'en pense. Il me semble que c'était il y a si longtemps. Il y a eu de très bonnes sorties, mais la joie de sortir une compilation ne me manquera pas ».